# Mortitx
Mortitx és una possessió del terme municipal d'Escorca, a la Serra de Tramuntana de Mallorca. Es troba en el límit entre els termes municipals d'Escorca i Pollença, en un replà elevat sobre la capçalera de la Vall d'en Marc, amb el Puig Tomir (1.103 m) al sud i el Puig Gros de Ternelles (837 m) al nord, ocupant quasi tota la conca del Torrent de Mortitx. Les cases de la possessió són a 393 m. L'entorn de Mortitx està format per un relleu d'origen càrstic, amb petites cubetes on s'han format sòls fèrtils.

## Confrontes i accés
Confronta amb les possessions d'Ariant, la Malè, Mortitxet, Femenia, Lavanor i la mar. S'accedeix a Mortitx per la carretera Ma-10 de Lluc a Pollença, al km 10.3.

## Nom i etimologia
Joan Coromines diu que es tracta del llatí murtīs, 'en les murtes, entre murtes', amb canvis propis de la fonètica mossàrab. Amb tot, també és possible que sigui el nominatiu murtas, 'les murtes', amb tancament de la vocal final.

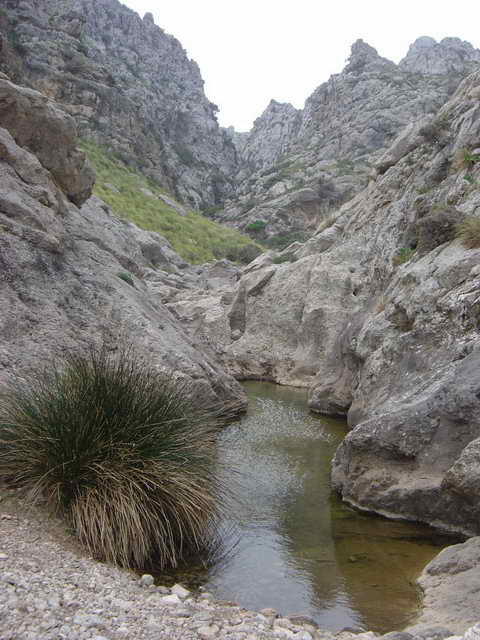
Gorg al Torrent de Mortitx

## Història
En el Llibre del Repartiment de Mallorca ja es documenta l'alqueria Mortitx, de vuit jovades. En el segle xiv designava un lloc que comprenia les terres de Mortitx, l'alqueria de Sant Major, Beniasber, la Malesa (posteriorment la Malè) i Lavanor. Ja en el segle xiv es va dividir en Mortitx dels Domingo, Mortitx dels Ferrer i Mortitx dels Porquer. El 1368 ja se n'havia separat Mortitxet. El 1612 era de la família Puig. El 1685 fou valorada en 5610 lliures. El 1752 era d'Elionor de Sales, que la passà al seu fill Francesc Cotoner de Sales. El 1787 pertanyia a Joan Torrella. El 1863 era d'Ignasi Fuster i tenia 1184 quarterades. A mitjan segle XX fou adquirida per l'escultor Ben Jacober i la pintora Yannick Vu, que posaren en marxa una explotació fructícola pionera: construïren dos embassaments per captar les aigües de la font i del Torrent Fondo de Mortitx i pogueren regar plantacions de melicotoners, cirerers, pomeres, alvocats i kiwis. Finalment la possessió es fragmentà en tres: una part passà al Govern Balear; l'explotació agrària seguí amb la societat Xitrom (després, s'abandonaren els fruiters i s'hi plantà vinya, passant a Vinyes de Mortitx) i les cases i un petit alzinar anaren per un altre cantó.

## Aprofitaments econòmics i socials
En el segle xvii combinava l'olivar i els cereals (xeixa), amb una guarda d'ovelles (250/500), algunes cabres(s'elaborava formatge) i alguns porcs a l'alzinar. Hi havia alguns bous i vaques en pasturatge extensiu. Tenia tafona i molí de sang per moldre els cereals. L'apiari el formaven set caseres. El bestiar de feina i tragí eren dos muls i tres someres. Aquesta combinació olivar-cereals-ovelles es va mantenir fins al segle xx. L'acció de Jakober va significar la introducció de la fructicultura intensiva, amb un gran increment del regadiu i la introducció de noves varietats comercials de fruita. Ja en el segle XXI la constitució d'un vinyet d'unes 16 hectàrees, amb les varietats malvasia, cabernet sauvignon, merlot i sirah, ha significat una reorientació completa dels usos agraris de Mortitx.

### La finca pública
La finca pública de Mortitx, de 719,27 hectàrees, va ser declarada forest d'utilitat pública l'any 1983, any en què la seva gestió quedà en mans del Govern Balear. En aquells moments, la compra de finques per part de l'Administració s'emmarcava en una estratègia d'ampliació de les propietats públiques a la Serra de Tramuntana, declarada paisatge protegit. La finca està declarada refugi de caça, per la qual cosa es prohibeix qualsevol modalitat cinegètica.

## Topònims

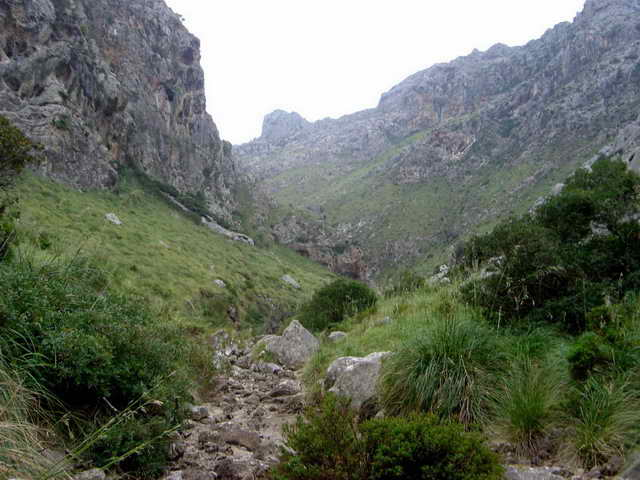
Torrent de Mortitx

- Gorg de Mortitx. Gorg situat en el llit del Torrent de Mortitx, entre el Clot Saguer, el Gorg de Bec d'Oca i el camí del Rafal de ses Maleses.
- Puig de Mortitx. Elevació de 464 m d'altura, entre el Clot de ses Someres, el Coll de l'Era i la Penya del Tamboret.
- Racó de Mortitx. Redol de la costa d'escorca, situat entre es Musclos de ses Cordes i es Musclos des Llorers.
- Torrent de Mortitx. També conegut com a Torrent del Gorg de Mortitx o Torrent Fondo de Mortitx.

Altres topònims: Bosquet de Mortitx, Clot de ses Someres, Cingle de ses Mules, l'Ordial, ses Comes, Pins de ses Comes, es Clots, Sementer de sa Coma, es Burgar, Avenc Fonda, svenc des Llorer, Lavanor, es Més Alt de Lavanor, Tanca de Lavanor, Puig de ses Parades, Clot Saguer, el Ninot, Gorg des Bec d'Oca, les Mars Fresques, ses Basses, Puig de les Moles, Serra Mitjana, Estret des Torrent.

## Patrimoni etnològic i històric
- Cova de Mortitx / Cova Mala.

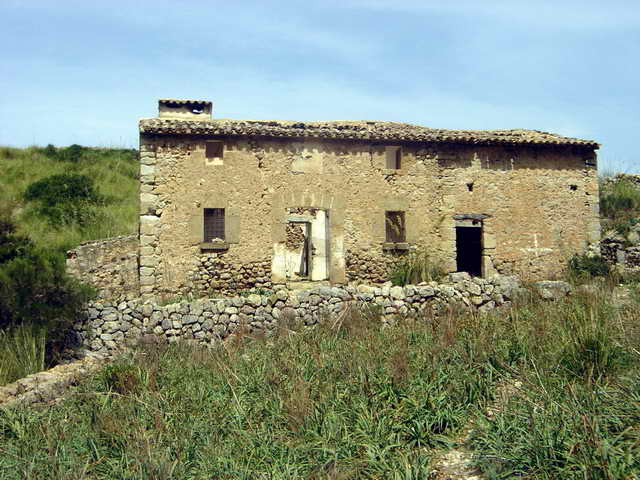
Cases del Rafal d'Ariant

- Restes prehistòriques de Mortitx/Lavanor.
- Turó fortificat de Mortitx/Cingle de ses Mules.
- Cases de Mortitx.
- Cases del Rafal d'Ariant (en ruïna).
- Patrimoni etnològic: eres, fonts, colls de pous, barraques, camins empedrats, marjades, síquies i canaletes, etc.

## Rutes i senderisme

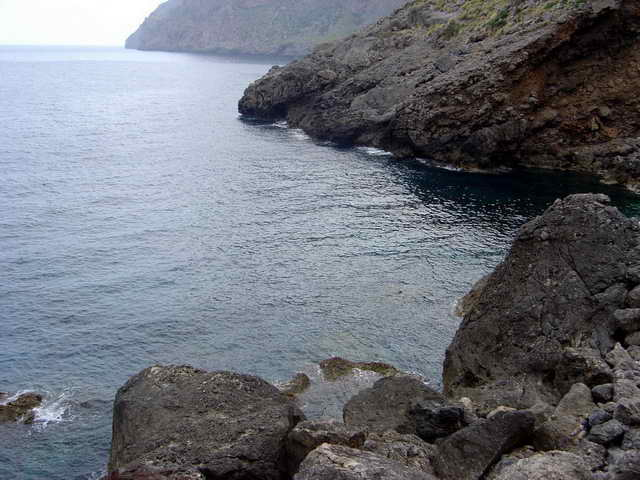
Caleta d'Ariant, prop de la Cova de ses Bruixes

- Les Basses de Mortitx. Sortint de les cases, es davalla cap a l'olivar fins a arribar al Torrent de ses Comes i es va cap a l'Hort del Molí, fins al Torrent de Mortitx. Pel llit del torrent s'arriba al Clot Saguer i prop del Rafal d'Ariant. D'allà es puja per la Coma de ses Trutges fins a arribar a les Basses. El retorn es pot fer per Lavanor.[4]
- Cova de les Bruixes. S'agafa el Camí des Rafal fins a arribar a la Malè. Pel Pas des Pinetó s'arriba a la Caleta d'Ariant i la Cova de les Bruixes. El retorn es pot fer pel Rafal d'Ariant i el Torrent de Mortitx.[5] Benigne Palos proposava una variant seguint el Torrent Fondo de Mortitx, evitant les caigudes d'aigua més difícils, fins a arribar al Pas de la Pesquera i la Cala d'Ariant.[6]
- Mortitx-la Malè. Aquesta ruta va de Mortitxet a Pedruixella Petit i Pedruixella Gran fins a arribar a la Torre d'Ariant. Allà es guanyen els paratges de la Malè i es pot retornar cap a Mortitx.[7]